# شوتور نهونته دوم
شوتروک ناهونته دوم (به انگلیسی: shutruk nahunte II) یا شوتور ناهونته (به انگلیسی: shutur nahunte) یکی از شاهان ایلامی (به گفته صحیح تر تمدن هلتمتی) است. او در سال ۷۱۷ پیش از میلاد و در پی مرگ پدرش هومبان نیکاش یکم شاه شد. وی در دوران حکومت اش تلاش کرد که پادشاهی ایلام را گسترش دهد و نقش فعال تری در وقایع کشورهای پیرامون ایفا کند. او در سال ۶۹۹ پیش از میلاد در پی کودتای برادرش هالوشو اینشوشیناک از قدرت خلع شد.
این پادشاه در ابتدا خود را شوتور ناهونته می‌نامد. اما ناگهان در اسناد بعدی نام خود را شوتروک ناهونته دوم خطاب می‌کند که به شکلی آشکار یادآور نام پادشاه بزرگ و فاتح ایلامی شوتروک ناهونته است. حکومت بابل که به کمک پدرش هومبان نیکاش توانسته بود در برابر آشور مقاومت کند این تغییر نام را به رسمیت می‌شناسد اما آشوری‌ها از خطاب کردن او به این نام سر باز می‌زنند که با این عمل به دشمن خود خدمت نکرده باشند و او را سلف پادشاه فاتح ندانند. در نتیجه نام او در اسناد متعلق به این حکومت‌ها به شکل متفاوتی ذکر شده. گویا پادشاهان دوران نو ایلامی به شکلی از تناسخ باور داشته‌اند یا اینکه خود را اعقاب شوتروکی‌ها می‌دانستند.
کتیبه ای از شوتروک ناهونته دوم یافت شده که در آن خود را دیگر شاه انشان و شوش خطاب نمی‌کند بلکه خود را «صاحب تاج و تخت ایلام، وارث پادشاهی در ایلام، خادم محبوب خدایان هومپان و اینشوشیناک» می‌نامد. در نیمه دیگر این کتیبه ذکر می‌شود که با حمایت خدای اینشوشیناک، شهر کارینتاش را فتح کرد. شاه گزارش می‌دهد که در مجموع ۳۲ منطقه را فتح کرده که بیشتر این مناطق در زاگرس قرار دارند (نواحی لرستان، خرم‌آباد و جنوب کرمانشاه) و همسایه شمالی شان پادشاهی الیپی می‌شده‌است. در این کتیبه همچنین به قربانی کردن حیوانات برای بزرگداشت این پیروزی‌ها اشاره می‌شود.
مهم‌ترین رقیب ایلام در زمان او پادشاهی آشور بود. ما از طریق سالنامه سارگن دوم می‌دانیم که پس از مرگ تالتا، شاه مورد حمایت آشور در الیپی، برای کسب قدرت بین پسران او نبرد درگرفت و هر دو حکومت آشور و ایلام به شکل نیابتی سعی در دخالت در امور الیپی کردند. در کتیبه شوتور ناهونته ذکر شده که اون ۴۷۰۰ تیرانداز را به کمک نیبه فرستاده‌است .  سارگن دوم هم چنین نقل می‌کند که: "در حالی که دالتا، پادشاه الیپی، زنده بود، او تابع من بود و از قوانین من پیروی می‌کرد، اما کهنسالی اش فرا رسید و به دنیای دیگری رفت. نیبیا و ایسپابارا، پسران همسران وی، هر دو مدعی تاج و تخت شدند. آنها جنگیدند. نیبیا با درخواست حمایت به پادشاه ایلام شوتور ناهونته روی آورد و به او پیشنهاد اتحاد داد. از طرف دیگر، اسپابارا از من خواست که او را در قدرت تقویت کنم، از او حمایت کنم. او به پاهای من افتاد و فروتنانه خواستار اتحاد شد. من هفت ژنرال را با ارتششان به آنجا فرستادم تا از او حمایت کنند. آنها نیبیا و ارتش ایلام را که به او کمک می‌کردند در نزدیکی شهر ماروبیشتی شکست دادند. من ایسپابارا را به تخت نشاندم و صلح را در این کشور (الیپی) برقرار کردم ."
اما مهم‌ترین رویداد زمان او حمله سارگن دوم به مردوک آپلا ایدینا متحد ایلام بود. به دلیل محافظت از مرزهای غربی ایلامی‌ها علاقه ای به همسایه شدن با آشور نداشتند و در این زمان به حمایت از شاه بابل می‌پرداختند. حکومت مردوک آپلاد ایدینا به کمک پدر شوتروک ناهونته دوم یعنی هومبان نیکش یکم استوار شده بود. اما سارگن دوم سرانجام در ۷۱۰ پیش از میلاد به قلمروی پادشاهی بابل حمله کرد. او ابتدا به نواحی شرقی بابل رفت و توانست چند منطقه را فتح کند. همچنین گروهی از نیروهای متحد آرامی و ایلامی را که به قصد کمک به سمت بابل می‌رفتند شکست داد. سپس یه سمت شهر بابل پیشروی کرد. مردوک آپلا ایدینا گنجینه‌های بسیاری را با خود برد و از شهر فرار کرد. او به سمت قلمرو ایلام رفت تا با دادن گنجینه‌ها به عنوان پیشکش بتواند پناهنده شود. شوتروک ناهونته دوم گنجینه‌ها را پذیرفت اما از بیم مواجهه با سارگن دوم اجازه نداد که مردوک آپلا ایدینا در ایلام ساکن شود. وی نا امیدانه به سمت شهر «اقبی بل» رفت تا در آنجا پناه بگیرد اما سارگن دوم او را تعقیب کرد. سپس به سمت شهری به نام «دور جاکین» گریخت که در ساحل خلیج فارس قرار داشت و دارای دیوار دفاعی و خندق بود. نیروهای تحت فرمان مردوک آپلا ایدینا بیرون خندق با لشکر آشوری به رهبری سارگن دوم روبرو شدند و شکست خوردند. اما سارگن دوم نتوانست شهر را فتح کند و محاصره به درازا کشید. سپس با فرارسیدن سال ۷۰۹ پیش از میلاد مذاکراتی برای تسلیم شاه بابل آغاز شد و سارگن دوم از جان او در ازای تسلیم شدن و خلع شدن از پادشاهی بابل گذشت.